# زوبتسوف
زوبتسوف (بالروسية: Зубцов) هي إحدى مدن روسيا في الكيان الفدرالي الروسي تفير أوبلاست.

## معرض صور

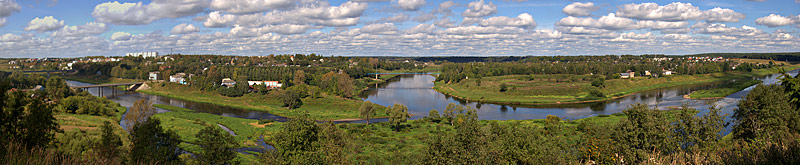
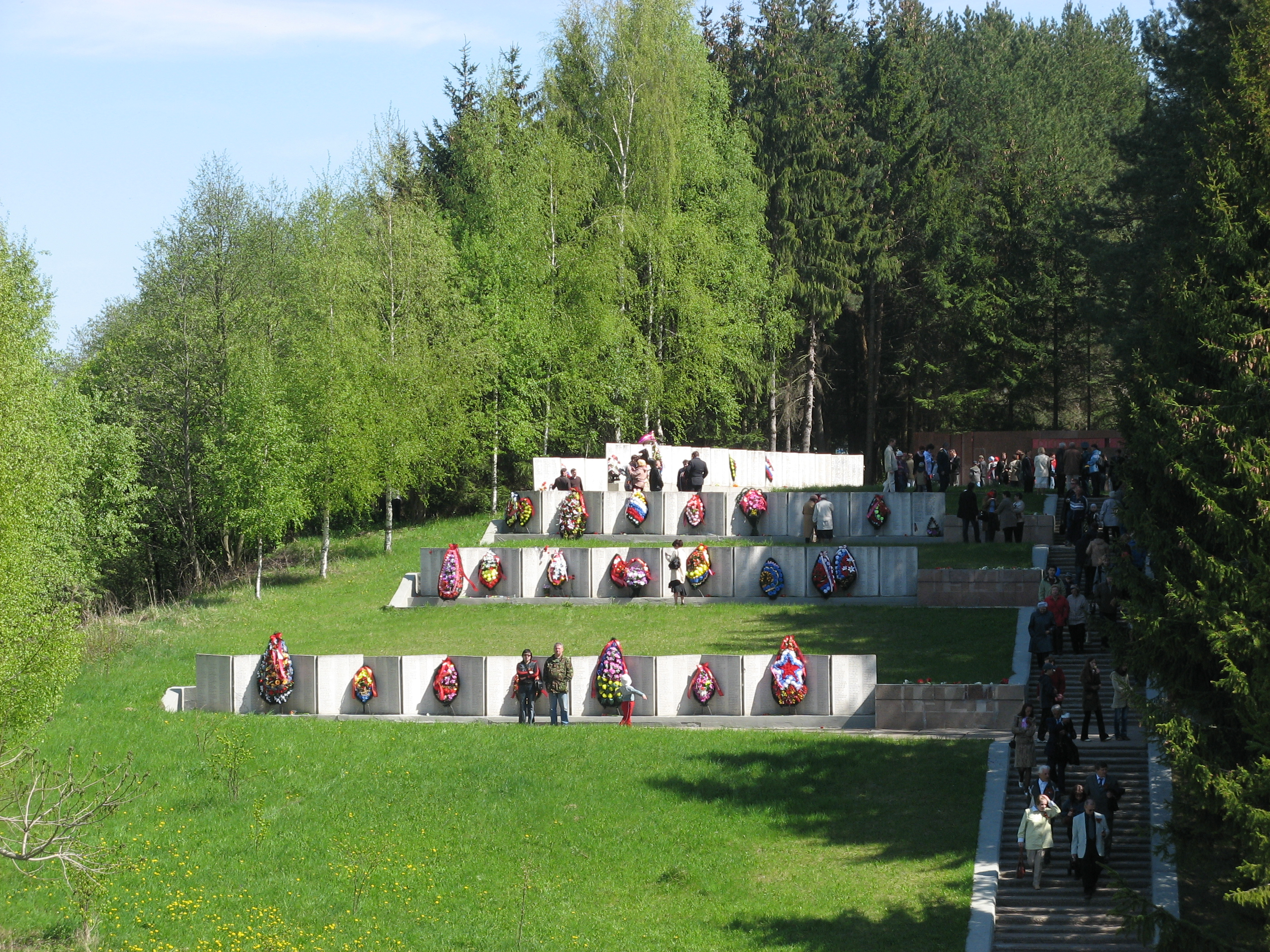
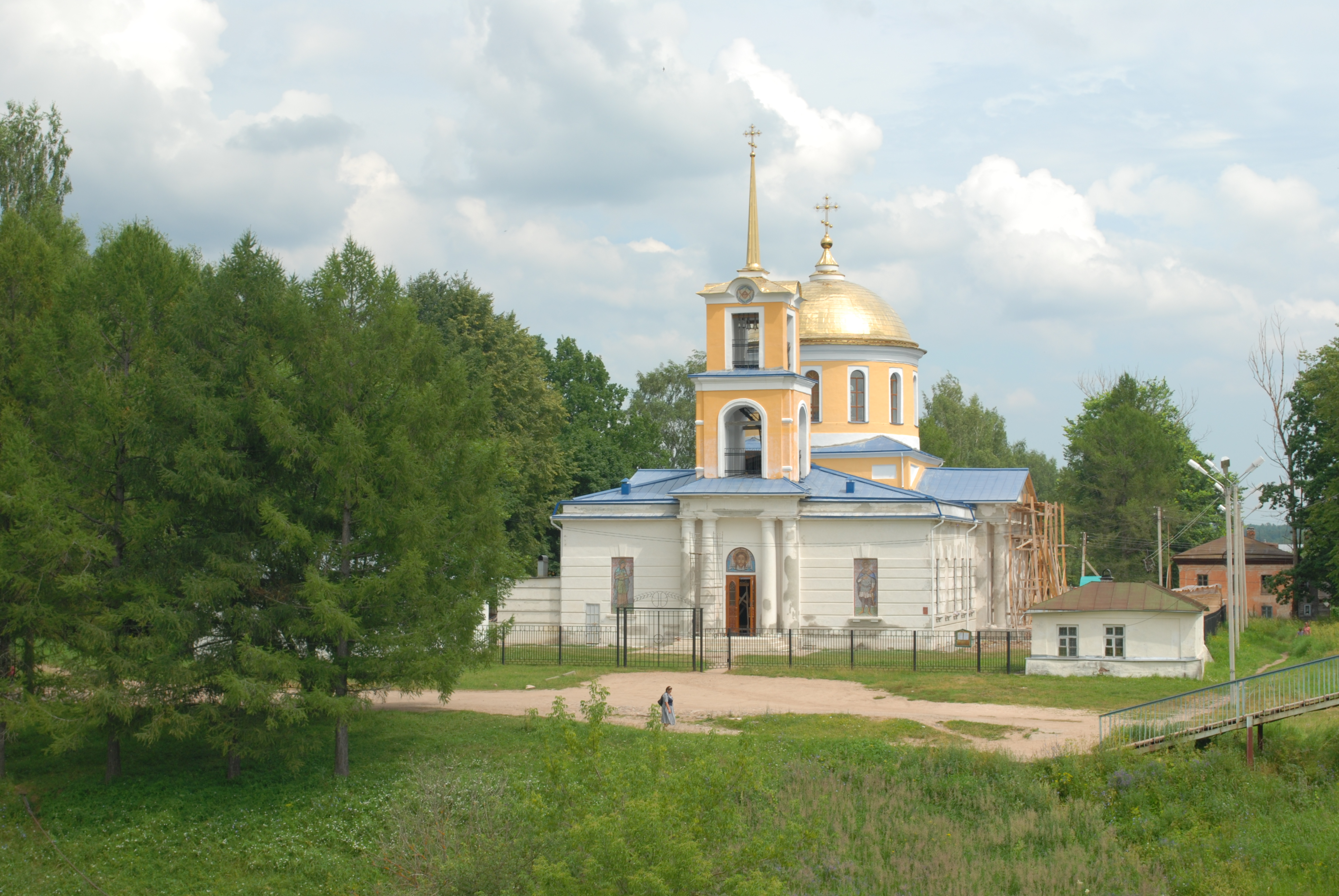
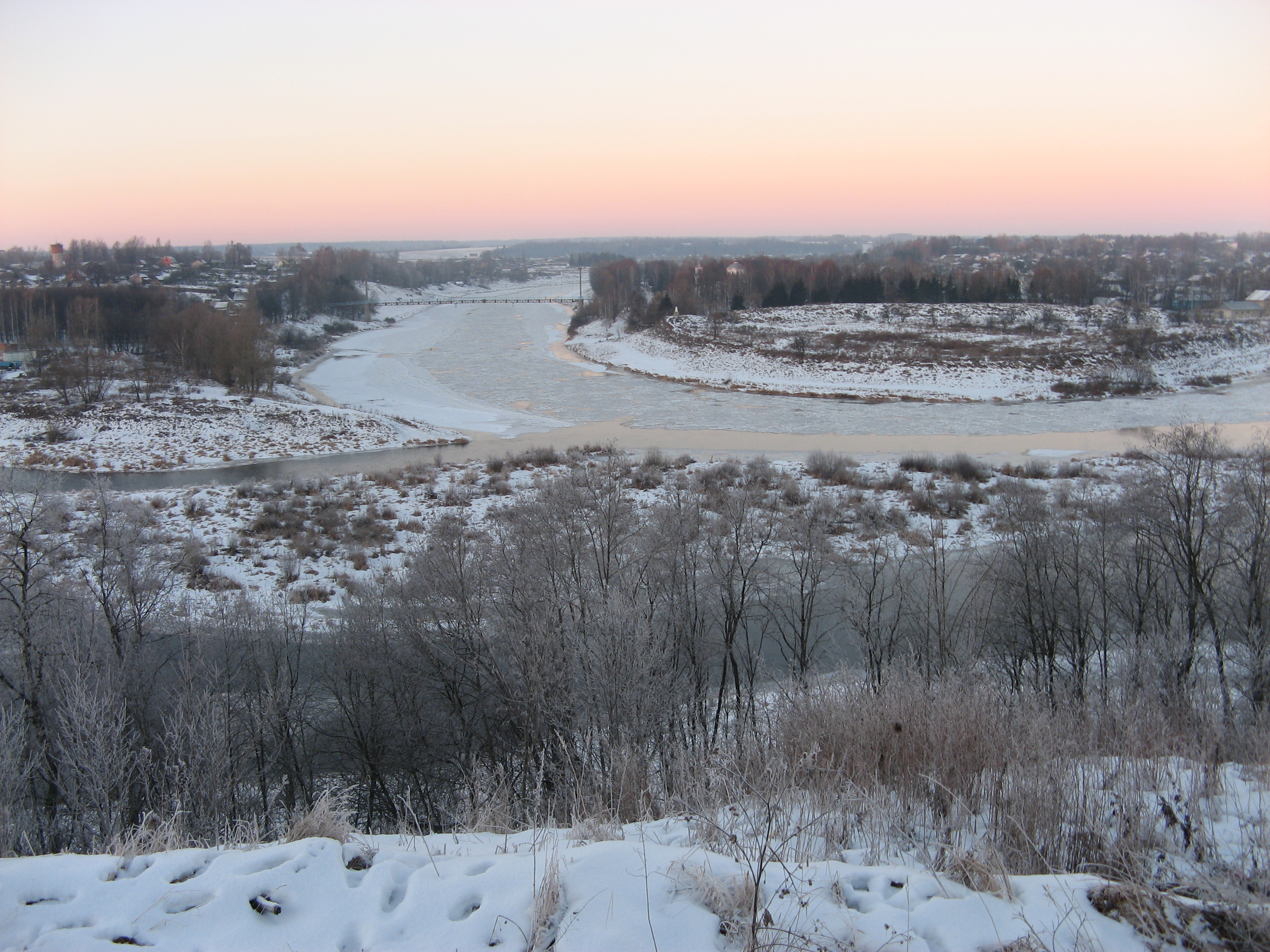